# Swartland
La municipalité de Swartland est une municipalité locale de la province du Cap occidental en Afrique du Sud. 
La région du Swartland est connue depuis les années 1990 pour sa viticulture.

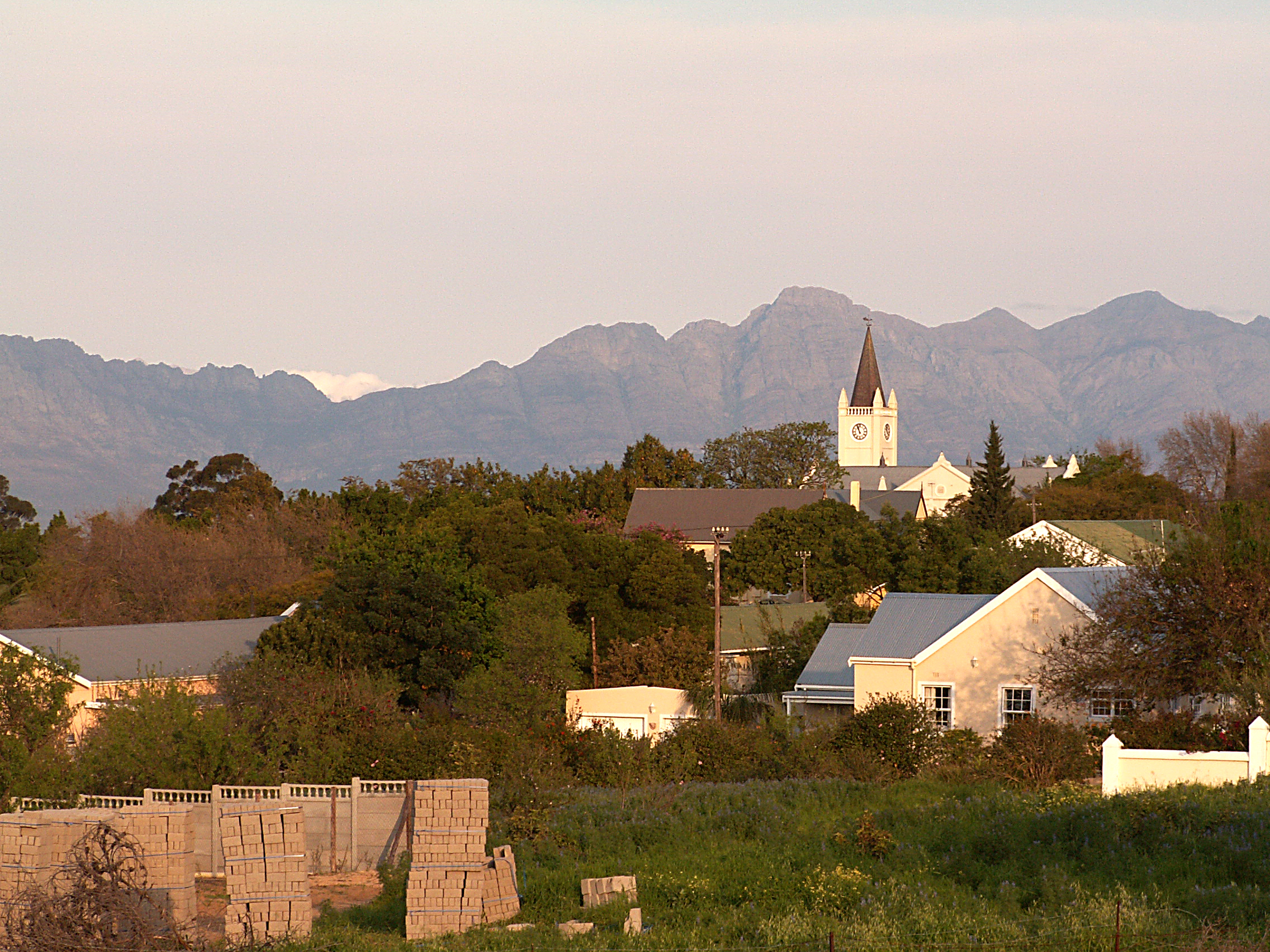
Château de Riebeek

## Communes et localités
Les villes, villages et localités de la municipalité sont Darling, Abbotsdale, Chatsworth, Esterhof, Grotto Bay, Ilinge Lethu, Kalbaskraal, Klipfontyn, Koringberg, Malmesbury, Moorreesburg, Nuwedorp, Riebeek-Kasteel, Riebeek West, Rosenhof, Wesbank et Yzerfontein.

## Démographie
Selon le recensement de 2011, les 113 762 résidents de la municipalité de Swartland sont majoritairement issus de la population coloured (64,83 %). Les populations noires et les populations blanches représentent respectivement 18,29 % et 15,63 % des habitants.
Les habitants ont très majoritairement l'afrikaans pour langue maternelle (82,75 %).

## Historique
La municipalité locale actuelle de Swartland a été constituée en 2000 à la suite de la réforme des gouvernements locaux. 

## Administration et politique
La région de Swartland est un bastion de l'Alliance démocratique (DA). À la suite des élections municipales sud-africaines de 2016, la DA remporta 71,35 % des voix et 16 des 23 sièges de conseillers municipaux devant le congrès national africain (24,34 % des voix et 6 sièges) et devant les Economic Freedom Fighters  (2,76 % des voix et 1 siège). 

### Liste des maires
| Nom                  | Nom | Appartenance politique | Mandat      |
| -------------------- | --- | ---------------------- | ----------- |
| Chris Goliath        |     | DA                     | 2000-2003   |
| Anton Bredell        |     | DA                     | 2003-2009   |
| Tijmen van Essen     |     | DA                     | 2009-2021   |
| John Harold Cleophas |     | DA                     | Depuis 2021 |